# Batocera boisduvalii
Batocera boisduvalii är en skalbaggsart som först beskrevs av Hope 1839.  Batocera boisduvalii ingår i släktet Batocera och familjen långhorningar. Inga underarter finns listade.